# Collège Lafayette (Le Puy-en-Velay)
Le collège Lafayette est un monument situé dans la ville du Puy-en-Velay dans le département de la Haute-Loire.
Les façades et les toitures des bâtiments entourant la cour au sud de la chapelle, les portes à bossages des autres bâtiments sont inscrits au titre des monuments historiques par arrêté du 6 avril 1972.

## Histoire
En 1570, les autorités de la ville missionnent les Jésuites pour la création d'un établissement scolaire pour la ville du Puy. Créant ainsi le collège jésuite du Puy. A sa création l'école dispose d'une chapelle encore présente actuellement bien que désacralisée.
Depuis les années 2020, le lycée comporte un internat d'excellence.

## Anciens élèves et professeurs
- Jules Vallès
- Le général Raymond de La Rocque (1841-1926), père de François de La Rocque
- Jean-François Régis, saint pour l’Église catholique